# Ex libris

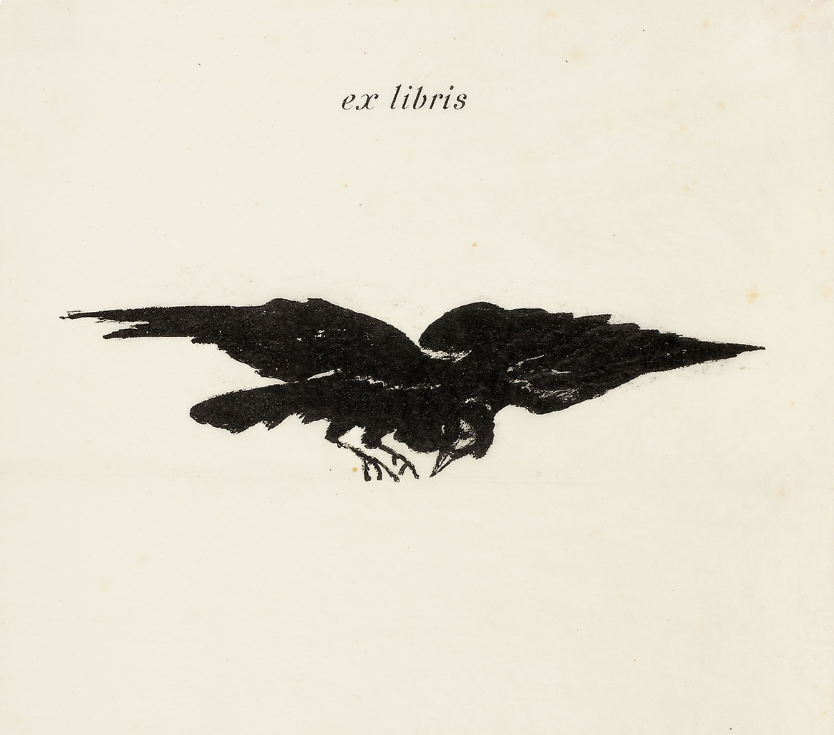
Édouard Manet ex librise (1875)

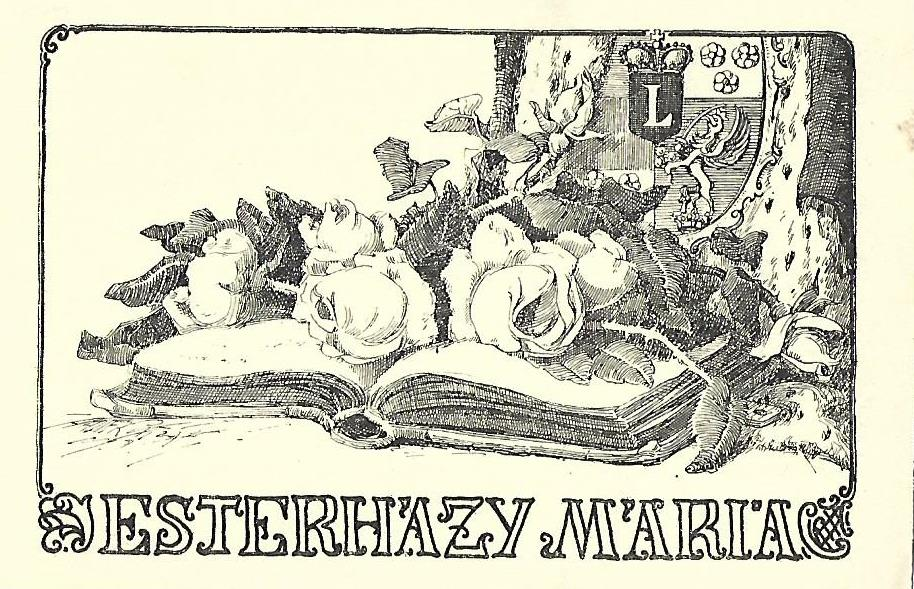
Esterházy Mária ex librise. Tervezte: Haller György (1883-1934.) festő- és grafikusművész, gimnáziumi tanár.

Az ex libris sokszorosított (grafikai vagy nyomdai) eljárással készített papírlap, melyet a könyv kötéstáblájának belső oldalára ragasztanak azzal a céllal, hogy a könyv hovatartozását dokumentálja. Nem más, mint művészi rajz, címer, embléma, történetileg kialakult allegória, szimbólum, vagy egyéb ábrázolás, és a könyvtulajdonos nevével, esetleg jelmondattal, mottóval, idézettel ellátva, az egyes korok és művészek stílusa, ízlése szerint más-más megformálásban.
Az ex libris egy változatának tekintendő a supralibros (super ex libris), amely annyiban különbözik az ex libristől, hogy nem a könyv belsejében helyezkedik el, hanem a könyv elülső táblájába nyomják, illetve rajzolják bele. Alapvető célja a könyv tulajdonosának megjelölése, így a legtöbb esetben birtokosának címerét ábrázolja.

## Története

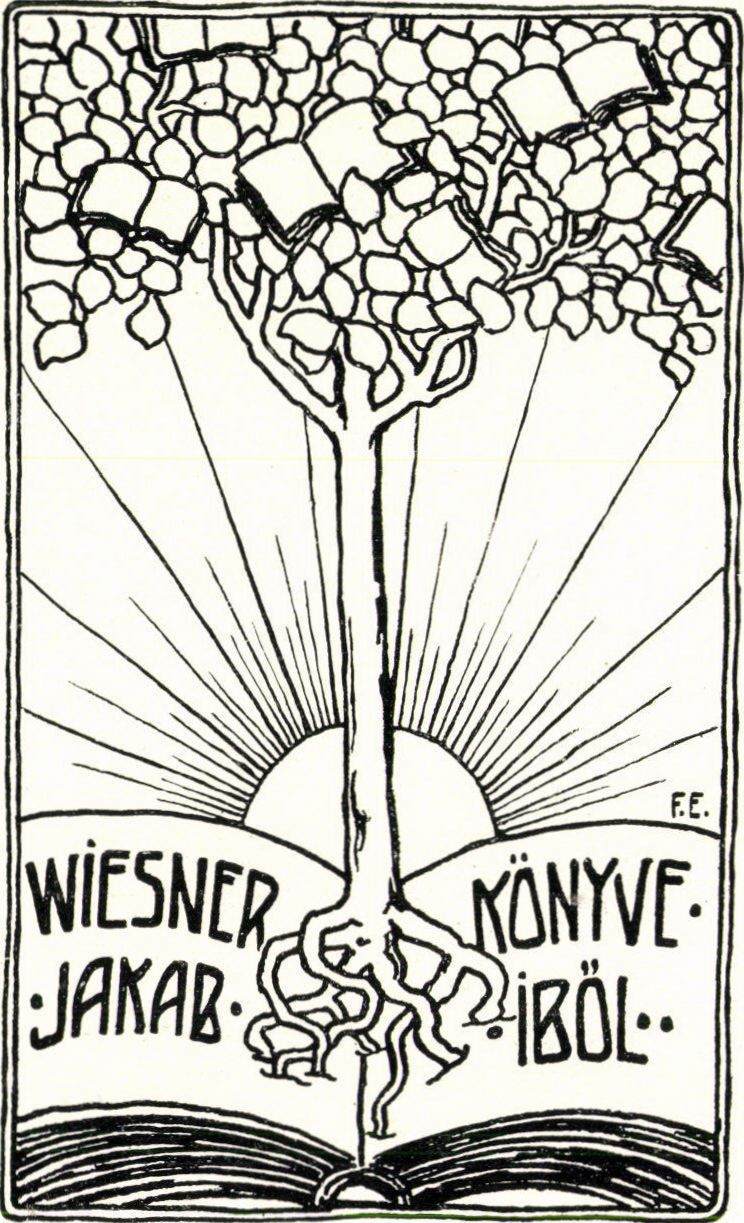
Falus Elek ex librise

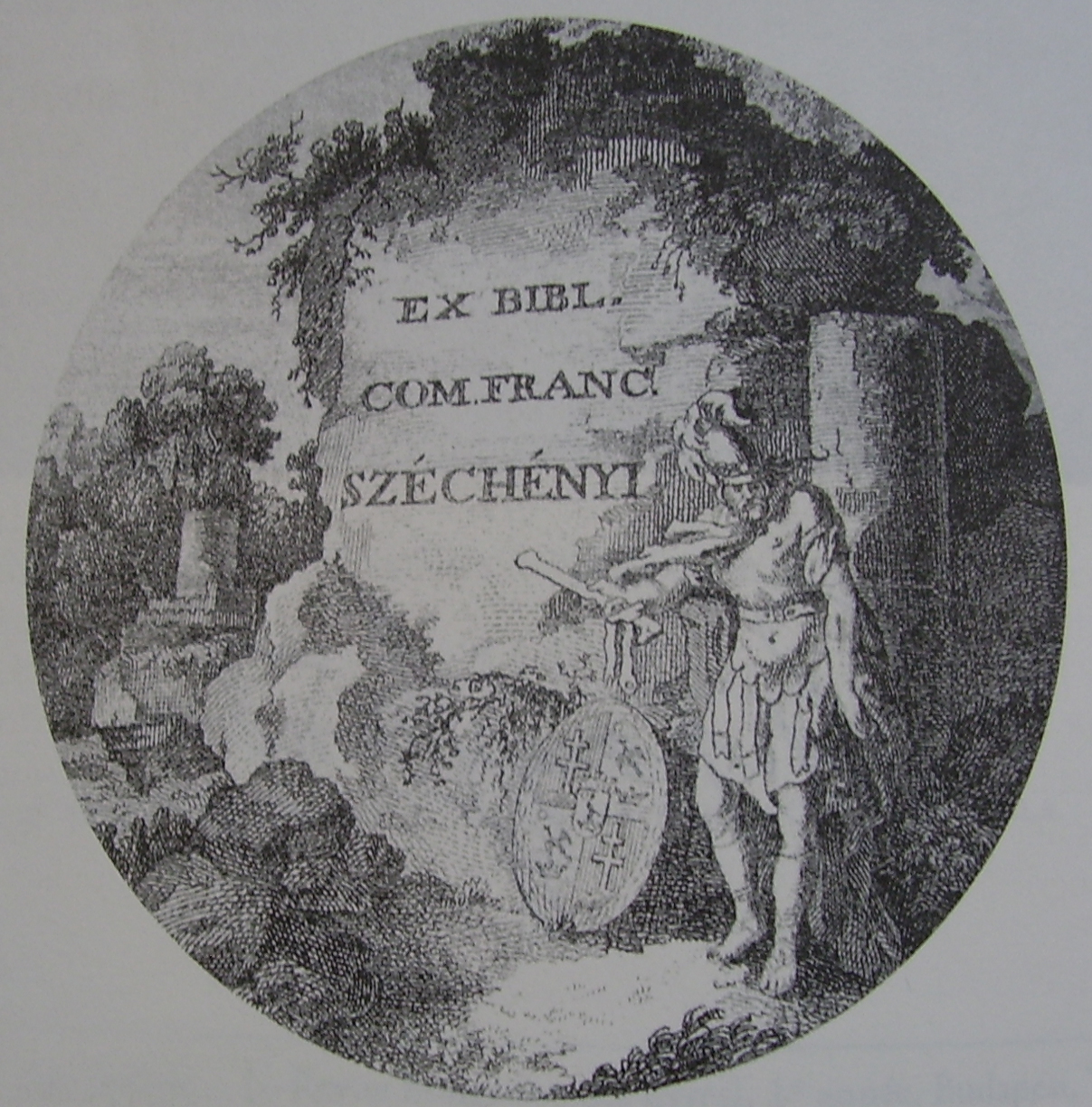
Széchényi Ferenc ex librise

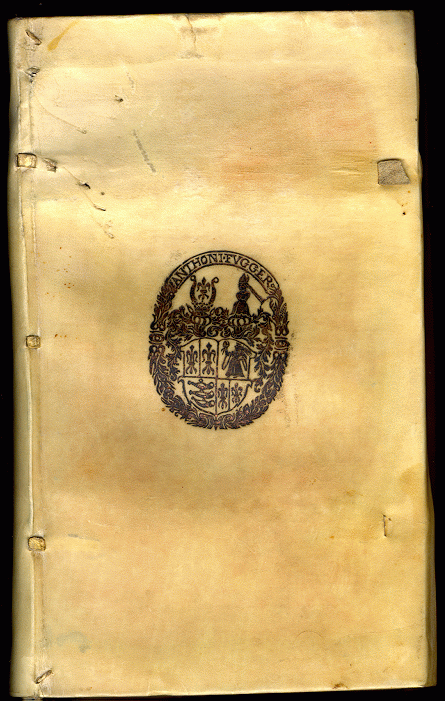
Anton Fugger supralibrosa

Először a könyvnyomtatás elterjedésével beszélhetünk valódi, grafikai úton sokszorosított ex librisekről, ám ezek elődei már a 15. században megjelentek. A könyvnyomtatás előtt is léteztek könyvtulajdonosi bejegyzések. Már a kézzel írott könyvek esetében is fontos volt a tulajdonjog pontos megjelölése. Így ezt már a kódexek idején is előszeretettel használták. A legrégibb tulajdonjegyként azt az i. e. 1400-ból való fajansztáblácskát szokták emlegetni, melyet egy papirusztekercsben helyeztek el III. Amenhotep könyvtárában. Assurbanipal híres ninivei könyvtárának agyagtábláit is ilyenfajta tulajdonjeggyel látták el.
A kódexekbe és a könyvnyomtatás feltalálása után készült könyvekbe a tulajdonosok gyakran kézzel írták be nevüket. Az ex libris meis…(könyveim közül való) beírás a legtöbb régi könyvben megtalálható. A könyvjegy őseinek ezeket az egyszerű névbeírásokat tekinthetjük. Gyakran előfordult, hogy a tulajdonos egy-egy mondatot, verset, időnként egy egész szonettet vagy ódát is bejegyzett neve mellé. Ezek közül a primitív ex librisek közül néhány igen különleges, akadnak köztük tréfás és morális intések egyaránt. Legtöbbjük udvarias kérés az ismerősökhöz, barátokhoz, hogy ne felejtsék el visszaadni a könyvet jogos tulajdonosának.
Ha egy könyv gazdát cserélt vagy öröklődött, illetve más megvásárolta, akkor az eredeti ex librist illetve bejegyzést törölték és helyére az új tulajdonos vagy tulajdonosi intézmény neve került. Ez a szokás esztétikai szempontból igencsak megkérdőjelezhető. A drága, díszes könyvek tulajdonosai ezt már akkor is így gondolhatták, mivel a tulajdonosi birtokviszonyt több más, a könyvet kevésbé rongáló módszerrel igyekeztek kifejezni.
A tulajdonjog megjelölésének kialakult egy sajátos módja a kora középkorban. A nagyon drága, értékes kódexeket lánccal rögzítették, hogy ellopásukat megakadályozzák. Ezeket láncoskönyveknek (libri catenati) hívjuk. Ez a ma már talán szokatlannak tűnő eljárás lényegében ugyanazt a célt hivatott szolgálni, mint a később elterjedő ex libris lapocskák. Ez a módszer minden bizonnyal hatásosabb eszköznek bizonyult a könyvek megőrzésére, mint a névvel ellátott kis beragasztott könyvjegy.
Az ex librisek fénykora a 16. századra tehető. A későbbi korokban a műfaj hanyatlása következik be, ám a 20. században új fénykorát figyelhetjük meg. A könyvjegyek önálló művészeti alkotássá fejlődnek, ezzel a gyűjtés divatját is megalapozva.

## Magyarországi története

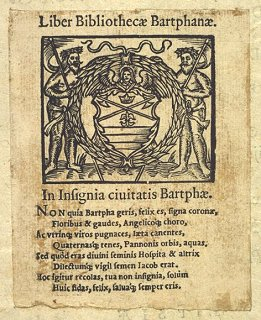
A bártfai nyilvános városi könyvtár címeres ex librise
(1596 körül)

Magyar könyvgyűjtemények között Mátyás király Corvináin találhatunk super ex libriseket.
A 16. században a németalföldi Dürer és Beham készített elsőnek magyar vonatkozású ex librist, méghozzá Hans Teilnkes pozsonyi polgár számára, kis cédula formájában. Ebben a században (1596 körül) készült a bártfai nyilvános városi könyvtár címeres ex librise is.
A 16. és 19. század közötti időszakból 1000 különböző darab maradt fenn. Ezek többnyire egy-egy családtagot ábrázoló képek, illetve azok társadalmi rangját és pozícióját jelölő feliratok. A 17-18. századi egyházi ex librisek viszonylag egyszerűek voltak, mivel ezeknél nem volt fontos az elegancia és az esztétikum. Az egyházi egyszerűséggel szemben az arisztokrácia igen változatos és szép ex libriseket használt. Ezek általában az ország, a város vagy a család címerét ábrázolták. A kézzel írott ex librisek mellett találunk fametszetes, rézmetszetes, rézkarcos és litografált ábrázolásokat is.
A 19-20. század fordulóján kiteljesedő szecesszió újra divatba hozta az ex librist. A 20. század folyamán hazánkban is ex libris gyűjtő egyesületek alakultak (1909-ben a Szent-György-Czéh Magyar Amatőrök és Gyűjtők Egyesülete, 1932-ben a MEGE, a Magyar Exlibrisgyűjtők és Grafikabarátok Egyesülete, 1959-ben a Kisgrafika Barátok Köre). Utóbbi egyesület 2019-ben ünnepelte fennállása 60. évfordulóját. Szaklapja a Kisgrafika. A kor legnagyobb képzőművészei igényes alkotásokkal gyarapították a magyar művészettörténetet.

## Tulajdonosi kategóriák

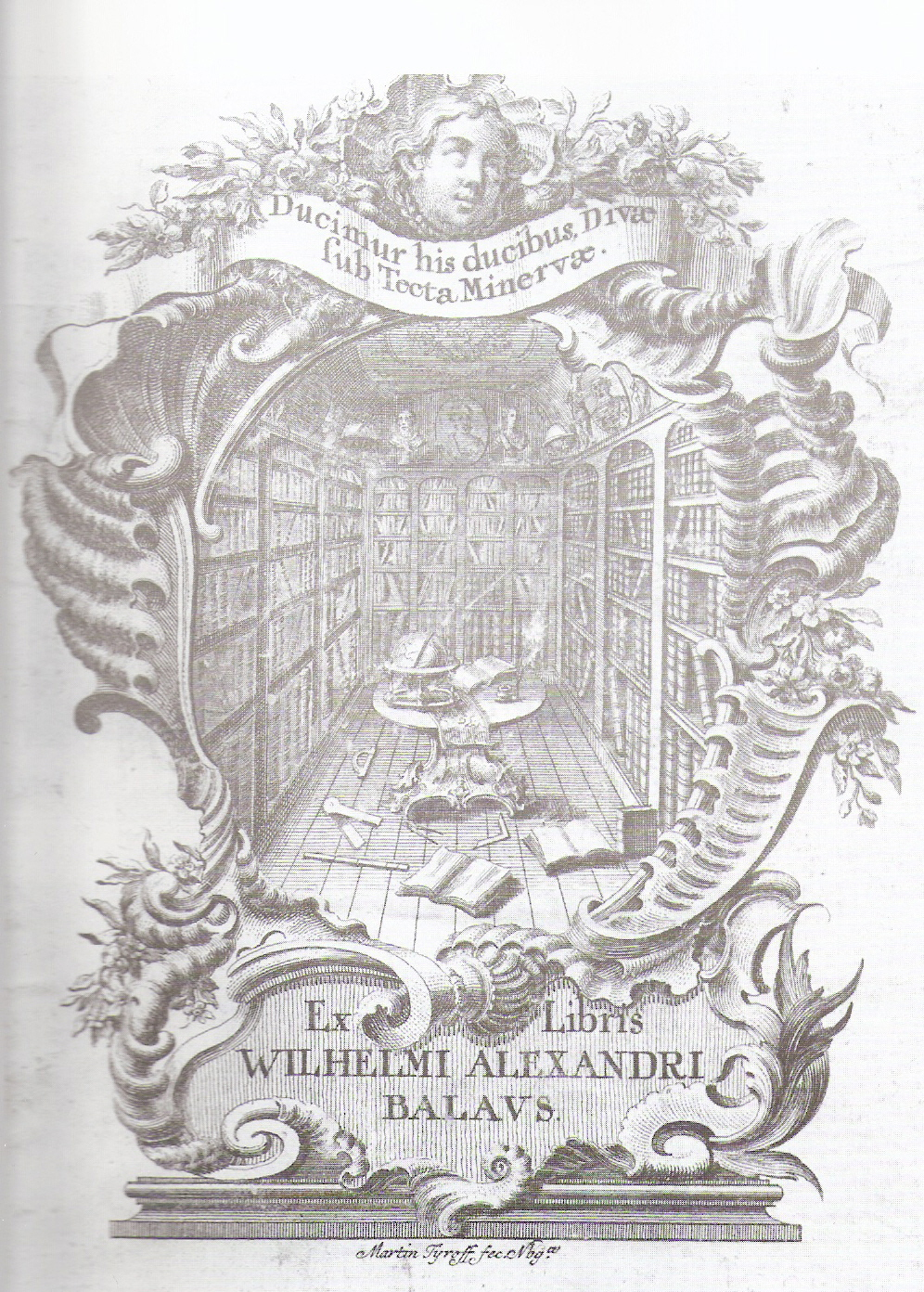
Wilhelm Alexander Balaus brnói könyvgyűjtő ex librise
(Martin Tyroff rézmetszete, 1753)

- intézményi ex libris: kolostorok, uralkodói gyűjtemények, könyvtárak, lovagrendek
- ajándékozási, adományozási ex libris (szövegük általában: ex dono, ex legato)
- jutalom ex libris: általában latin nyelven, a dátum és az adományozó nevének feltüntetésével.
- foglalkozásra utaló ex libris: általában a tulajdonos munkaköri eszközeivel vagy foglalkozásának szimbólumaival.
- házastársi ex libris: pl.: Mátyás király és Beatrix együttes ábrázolása.
- kiadói, könyvkötői univerzális ex libris (a könyvbe előre beragasztott, szöveg nélküli könyvjegy, amelyre majd a későbbi tulajdonos beírhatja a nevét)

## Szövege
A latin ´liber´ (könyv) és az ´ex´ (-ból/-ből) előtagból tevődik össze. Jelentése: ... könyvei közül való. Például Ex libris bibliothecae... (a ... könyvtár könyvei közül), Ex mea bibliotheca (az én könyvtáramból), Ad libros... (... könyveiből), In usum... (... használatára), Me possidet... (az én tulajdonosom ...). Az ex libris szövege lehet egy tulajdonosa által választott jelmondat. Például George Washington: Exitus acta probat (az eredmény a cselekedet próbaköve).
A megfogalmazás utalhat arra is, hogy tulajdonosán kívül ki használhatja a könyvet. Például Sibi et amicis, Für meine Freunde und mich (enyém és barátaimé), Non mihi, sed aliis (nem nekem, hanem másoknak), Nonquam amicorum (a barátoknak sohasem).
Ezen kívül léteznek a könyv visszaadásra emlékeztető ex libris szövegek. Ezekre a "széptolvajlás" miatt volt szükség, hiszen a művészi színvonalon készült könyveknek gyakran lába kelt. A szövegek néha nem csak figyelemfelkeltők voltak, hanem fenyegetőek is és néha egyenesen átkokká fajultak. Például egy 18. századi kódex latin nyelvű sorai a legkegyetlenebb átkokkal sújtják a kötet eltulajdonítóit. Az ilyen jellegű szövegek, elsősorban német nyelvterületű könyvekre voltak jellemzők.

## Méretei
Méreteik alapvetően a könyvekhez igazodnak, tehát a legkisebbtől a legnagyobbig találkozhatunk velük. Az egyik legnagyobb az az 50 × 40 centiméteres ex libris, amely Hans Burgkmair hatalmas Bibliájához készült.